# Brian Kollar
Brian Kollar (ur. 15 lutego 1980) – amerykański lekkoatleta, który specjalizował się w rzucie oszczepem.
Odpadł w eliminacjach mistrzostw świata juniorów w Annecy (1998). Złoty medalista mistrzostw NACAC U-25 z 2000 roku. 
Rekord życiowy: 74,90 (1 maja 2004, El Paso). 

## Osiągnięcia
| Rok  | Impreza                            | Miejsce   | Lokata            | Wynik |
| ---- | ---------------------------------- | --------- | ----------------- | ----- |
| 1998 | Mistrzostwa świata juniorów        | Annecy    | el. – 21. miejsce | 60,06 |
| 2000 | Młodzieżowe mistrzostwa NACAC U-25 | Monterrey | 1. miejsce        | 71,51 |